# 初期キリスト教
初期キリスト教（しょきキリストきょう）では、古代におけるキリスト教の展開を概説する。ここでは、キリスト教成立から新約聖書の成立までを原始キリスト教とし、新約聖書の成立後の1世紀後半から古代末期の3世紀までを「初期キリスト教」とする。3世紀以降については古代末期のキリスト教で詳述する。
ローマ帝国が全地中海世界を支配していた西暦1世紀の前半、イエスと使徒と呼ばれる彼の弟子達によってパレスチナの一角で始められたキリスト教は、古代の歴史を通して信徒を増やし、ローマ帝国の支配地全域とその周辺地域に広まった。この古代のキリスト教の拡大によって、ヨーロッパではキリスト教（教会）の存在が政治、社会、思想全てにおいて最も重要な要素となると共に、北アフリカ、中近東においても、イスラム教の到来以前には最も重要な宗教となり、イスラム化以後も今日まで続くキリスト教共同体が形成されることとなった。

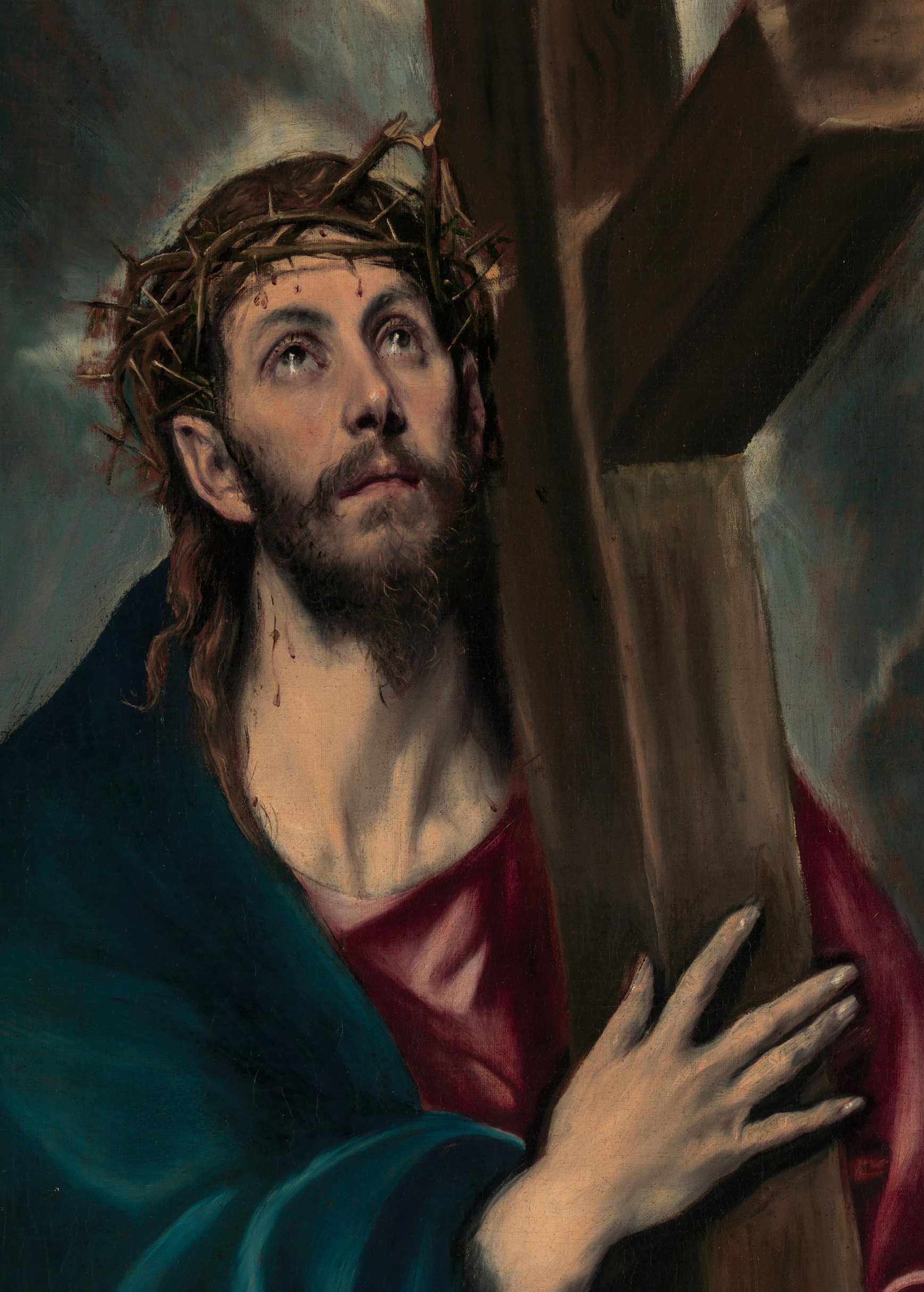
十字架を担うキリスト
エル・グレコによる1580年の作。ゴルゴダの丘に向かうイエスの像。イエスの死は彼が「神の国」をもたらすと信じていた信徒に失望を与えたが、やがて死に意味づけがされ、ひとつの宗教として確立された

## キリスト教の成立

### ユダヤ教とイエス
キリスト教が誕生するより以前、イタリア半島から勢力を拡大したローマは、地中海世界全域を支配する帝国を打ち立てた。ユダヤ人の故地パレスチナは、西暦1世紀までにはこのローマの支配地の一部となっていた。ユダヤ教の指導層の堕落に危機感を覚えた洗礼者ヨハネが洗礼運動を開始すると、ガリラヤ地方出身のイエスもその運動に共感する者の一人となった。ヨハネが捕縛された後、イエスはユダヤ人達に対して自らの宣教を開始した。
イエスの運動は、その当時においてはユダヤ教の改革運動として始まった。イエスは厳格なユダヤ教徒として安息日には定期的にシナゴーグへ行き、ユダヤの祝祭を祝い、戒律を守った。彼は当時古臭い規則となりつつあった戒律を立て直そうとし、そのために神を愛し、神に奉仕することを強調した。ただし、トロクメはイエスをユダヤ教改革者とみなすことを批判している。
イエスの言葉は次第に人々を惹きつけ、彼による各種の奇跡が信じられるようになった。イエスはまた、自らの教えに従う共同体も創設した。イエスの周囲には彼を慕う弟子達による集団が形成され、ある種の組織化、階層化が行われたと見られる。
イエス・キリスト思想において根本をなすのは福音である。福音とは「良い知らせ」と言う意味で、具体的には「神の国」が近づいているという知らせである。イエスによれば、「神の国」が来ると、既存の社会秩序とは全く異なった新しい秩序がはじまる。神の国が近づいているので、罪を悔い改めて神に従う生活の準備をしなければならない。これはユダヤ教の終末論を引き継いだものであったが、イエスはユダヤ人の民族的解放にとどまらなかった。イエスは悩み苦しむものは義のために責められるのであり、現世でもっとも悪い状態にある者が来世においてもっとも良い状態になると述べる。
イエスは民族宗教から普遍宗教へ変化させ、宗教を政治的国家と完全に離した。ここに個人があらわれ、また人間の内面は世界より尊重されるようになる。政治的支配についてイエスは「カエサルのものはカエサルに、神のものは神に」と述べている。こうしてキリスト教では政治社会が特定の宗教とむすびつき、その宗教が政治社会の精神的統一を保障することが否定され、地上的なものと精神的なものが分離される。イエスの神の国は神の霊にむすばれた愛の共同体であり、目に見えない「霊の国」である。イエスは「我が国はこの世のものならず」という。そしてメシアは「人に仕えられんためにあらず、かえって人に仕えんために」来る。イエスの信徒は「われらの国籍は天にあり」と現世よりも来世が重視された。これは現世を無意味とするものではなく、「神の国」にはいるためには現世での行い、悔い改めること、神の国への準備が重要であると説く。またイエスの思想では、人間の外面と内面が区別され、政治社会と倫理が区別された。イエスは神の国を脱政治化して、その意味で非政治的であるが、むしろそれゆえに現実の政治社会に影響を与えた。殉教者ユスティノスによれば、キリストは「あたらしい立法者」であり、新たな形の共同社会を創造した人物であった。。

### 原始教団の誕生

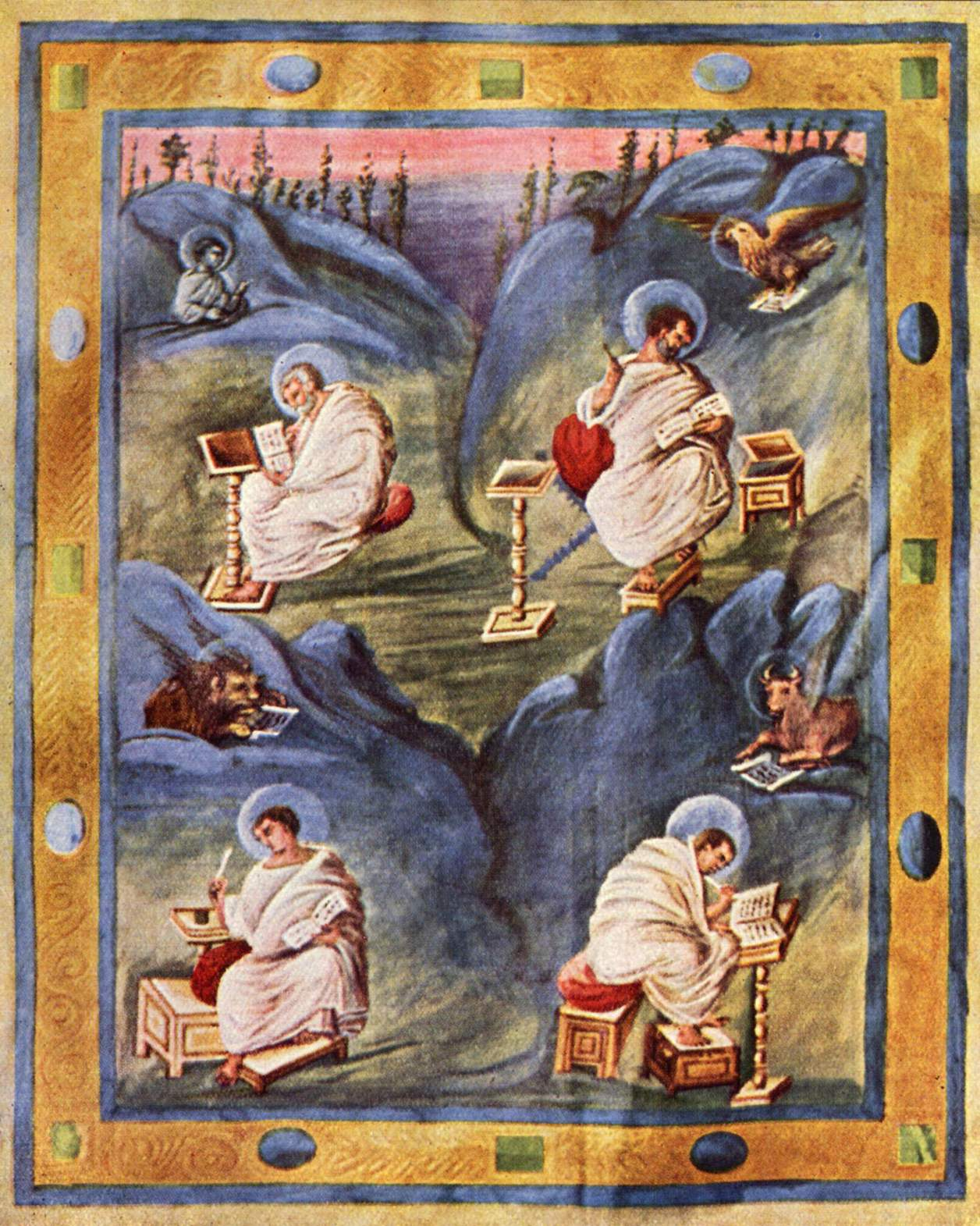
四福音書記者
新約聖書の中心部分をなすイエスの生涯を記録した文書が四福音書である。4人の福音書記者はそれぞれ象徴を持つ。天使で象徴されるマタイ（左上）。ライオンで象徴されるマルコ（左下）。鷲で象徴されるヨハネ（右上）。雄牛で象徴されるルカ（右下）

キリスト教の伝承によれば、ガリラヤ地方で数年間癒やしと説教を行ったイエスは、西暦30年前後、弟子達と共にエルサレムへ移った。その地でユダヤ教の指導者たちと激しい論争が行われた後、彼は囚われて十字架にかけられて処刑された。その後間もなく、弟子達の一部の前に生けるイエスが現れたという報告が登場した。彼を見たという弟子達はその驚異を周囲の人々に伝えた。このイエスの復活を信じ、その体験を確信として共有され、継続的に集まる最初のキリスト教徒グループがエルサレムに形成された。当初数十名程度であったと思われるこのグループの中核には、十二弟子として知られるペトロ、ヨハネやイエスの兄弟ヤコブらがいた。これが原始教団となる。彼等はこの時点では自身がユダヤ教徒であることを確信していたと思われる。しかしこれが、後のキリスト教会の母体となっていく。
イエスの処刑後間もなくエルサレムで活動を再開した人々が最初のキリスト教徒であり、その信仰がキリスト教であるが、この段階での「キリスト教」はあくまでもユダヤ教の一分派であり、「ユダヤ教イエス派の運動」や「ユダヤ教のナザレ派」などと呼んだ方が誤解が無いとされる。本記事では煩瑣を避けるため鍵括弧で括り「キリスト教」と表記する。これは財産共有制の共同生活を行う共同体であり、ペトロを筆頭とする「十二人」と呼ばれる弟子達が中心となって主流派を構成した。また、当時エルサレムには古くから住むアラム語を話すユダヤ人の他に、周辺地域から再移住したギリシア語を話すユダヤ人達も住んでいた。このようなギリシア語を話すユダヤ人達はヘレニストと呼ばれた。この「ユダヤ教徒のヘレニスト」の中から、エルサレムの共同体へ参加する人々があり、これが「キリスト教徒のヘレニスト」となっていく。
エルサレムの共同体の参加人数は増え続け、次第に財産共有制や全員集まっての共同生活が物理的に不可能になっていった。このため自宅に居住する者達が増え、共同体への寄付は各人の裁量に任されるようになっていったと考えられる。また、寄付する資産の無い貧困者の参加の増大によって共同生活の財源の問題も現れ始めたと考えられる。これらによって、共同生活への参加は強く要求されなくなり、完全な団体生活を送らなくても共同体の仲間となることができるようになった。神学博士の加藤隆は、この段階以後を「エルサレム教会」と呼んでいる。次第に教会の組織化も図られ、洗礼、癒やし、悪霊払いに加え、外部の人々への食事の供与も行われるようになった。このような実務を担当するために「執事」職が設けられた。最初の執事はヘレニストであったという。

### ステファノの処刑

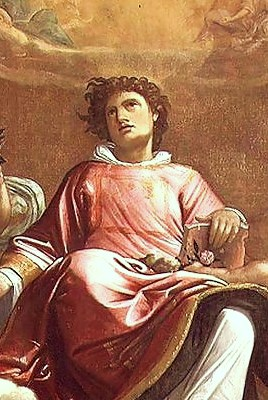
ステファノ
その名前が明らかにギリシャ風であることからも分かるように、初代教会において、彼はヘレニストの代表であった。彼はファリサイ派によって石打ちの刑にされるが、ジャン・ダニエルーはこの殉教の裏側にキリスト教内部のヘレニストとヘブライストの立場の違いを見ている。図はイタリアバロックのボローニャ派に属するジャコモ・カヴェドーネ (:en:Giacomo Cavedone) の作品

ペトロを筆頭とする「十二人」を中心としたアラム語を話す教会の主流派グループに対し、ヘレニスト達はステファノを筆頭とした「七人」を中心としていた。この両者は（『使徒行伝』の伝承を信ずるならば）、共同体内部における食事の配給の不公平を切っ掛けに対立を始めた。これは実際には文化的、教理的な根深い対立が表面化したものであろうと考えられる。特に（ユダヤ教の）神殿や祭儀の権威に対しヘレニストの間から批判の声が強まると波紋が大きくなり、執事であったステファノがエルサレムの大祭司に逮捕される事態に発展した。ステファノはその場でユダヤ教の神殿中心の教義を強く批判したためユダヤ教徒各派の激しい怒りを招き、石打ちの刑によって処刑された。
この事件を切っ掛けに、「キリスト教」のヘレニストグループはユダヤ当局による迫害の対象となりエルサレムを追われた。一方で主流派はそのままエルサレムに留まった。しかし、エルサレムから離れたヘレニスト達はサマリアや地中海沿岸の各都市など、ユダヤ当局の追及の手が及ばない地域で活発な伝道を行うようになり、「キリスト教」はエルサレム周囲のみならず、各地の都市に広まるようになった。

## 改宗者パウロ

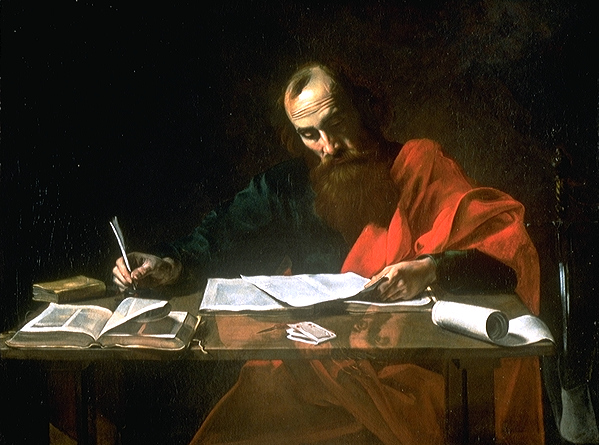
パウロ
ヴァランタン・ド・ブーローニュもしくはニコラ・トゥルニエによる1620年ごろの作。パウロはキリスト教を言語化し、神学的説明を加えた。これは後代の信仰理解に決定的影響を与えるものであった

キリスト教の最初の数十年間で最も重要な人物の一人がパウロである。パウロは西暦1世紀の初め、イスラエルの外に住むユダヤ人ディアスポラの家庭に生まれた。出身地はキリキアにあるギリシア語圏の都市タルソスである。パウロは当初、熱心なユダヤ教徒としてイエスをユダヤ人のメシア（キリスト）として崇める人々を迫害し、ステファノを石打ちに処した活動家の一人でもあった。キリスト教の伝説では、パウロがエルサレムからダマスカスへ向かう途中、「復活」したイエスに出会い「キリスト教徒」への迫害をやめ、異邦人に福音を伝えるように呼びかけられたことで回心したとされる。パウロはその後、アラビアで伝道を行い、数年の後、エルサレムでペトロやヤコブと接触を持った。これによってエルサレム教会の指導者達と知己を得たパウロは、その直後からシリア、キリキア、キプロス島、アナトリア中央部からエーゲ海地方などを周り、各地で教会を作ったとされる。

### パウロとユダヤ教
パウロの伝道は異邦人に対しても積極的に行われたため、非ユダヤ人の「キリスト教徒」が多数生まれることになった。このことは後に大きな論争を引き起こすことになる。前述したとおり、この時代の「キリスト教」はなおユダヤ教の一形態であった。最初の数十年間、「キリスト教徒」のほとんどはユダヤ人であり、各地にあるシナゴーグが「キリスト教」普及のための拠点となった。パウロ自身も、新たな都市ではシナゴーグで福音を伝えたのであり、「キリスト教徒」となることが「イスラエルの民」への帰属を意味すると信じていた。
パウロはキリスト教思想において最も重要な人物の一人とされ、ユダヤ教からイエスによって解放されたとする見解がルター以来主流であった。しかし、トロクメによれば、パウロ自身の意識ではユダヤの思想家であり、ユダヤ教内部の論争に関わっていたという。またトロクメは、パウロを「キリスト教の創始者」と考えることを批判し、この考えがイエスを「ユダヤ教の改革者」という誤った位置づけに貶めるものだという。トロクメはパウロの思想がアウグスティヌス以前は正確に理解されているとは必ずしも言えないこと、中世の神学でもあまり重視されていないことを挙げ、パウロにキリスト教における中心的な地位を与えたのはルネサンスと宗教改革であると述べている。

### 異邦人の改宗
十数年にわたり伝道者として活動した後、パウロはキプロス出身のユダヤ人バルナバと、ギリシア人の改宗者テトスとともにエルサレムを訪れた。そこで、ユダヤ・「キリスト教徒」との間に異邦人の改宗者を巡って激しい議論が繰り広げられた。問題となったのはキリストの「道」に加わった異邦人たちは割礼を施されるべきか、またユダヤの律法に従う義務があるかどうかであった。ギリシア人の改宗者テトスは割礼を受けておらず、パウロはテトスを含む異邦人の改宗者への割礼に消極的であり、その姿勢が批難の対象となった。エルサレム教会で主導的な地位を持っていたペトロは異邦人伝道にはそもそも反対しておらず、むしろ既に承認していた。また、同じく指導的地位にあったヤコブは論争に決着をつけるため具体的な合意案を作りだし、異邦人への律法が承認されるとともに、異邦人はユダヤの律法に従うべきものとされた。この合意を伝える書簡がアンティオキアを初め、各都市の教会へ送られたが、すぐに食事の規定を巡ってトラブルとなりその中でペトロやバルナバは異邦人「キリスト教徒」」との付き合いをやめた。パウロはペトロの対応を批判し、西方への伝道を再開した。

### パウロ書簡
パウロはかつて伝道を行ったギリシアのコリントスへ戻り、その後アナトリアのエーゲ海岸にあるエフェソス、更にトロアスへと移動した。その後再びコリントスへと戻り、その地でローマの信徒へ書簡を書いた。これが『ローマの信徒への手紙』と呼ばれる文書で、パウロの書いた書簡の中では最も重要かつ影響力ある書簡となっている。これを含むパウロ書簡と呼ばれる一連の文書群のうち、いくつかはパウロの弟子の手になる)。これらの文書には父なる神、キリスト以外の第三の神格、聖霊（聖神）が既に現れており、ひとつの神が、神秘的な三重の本性を持つというキリスト教教義の明確な特徴（三位一体）にまつわる認識は、すでにこの最初期の文書に見ることができる。
パウロにおいては罪の意識が非常に強く、彼は心の欲する善を行うことができずに、かえって心の欲せざる悪をなしてしまうことに悩んだ。そのため彼の思想では無力な人間は自力では救われることがないために、神の恩寵によってのみ救済される。そしてパウロは、イエスの死こそ神の自己犠牲であり、この神の自己犠牲によって人間は罪から解放され、これを信じ、イエスの教えを実践することで新しい生を迎えることができるという。このようにパウロにおいては内面と行為の分裂が説かれた。
パウロの政治思想としては、受動的服従が知られている。
ウォーリンによれば、パウロは政治的権威に対して負う義務と宗教的権威に対するそれを区別したが、これは政治的忠誠心と宗教的忠誠心の分離ではなく、政治秩序を神の摂理の中に位置づけ、当時のキリスト教徒が政治秩序のキリスト教的理解に基づいて受け入れるよう促したものであった。
ダントレーヴは「キリスト教政治理論の全歴史は、この[パウロの手になる]聖句に対する絶えざる注釈以外の何ものでもない」と述べている。また、M・パコーはパウロの言葉は教会と国家を分離し、国家に対するキリスト教の服従を説くものであるが、注目すべきは彼が従うべき対象として「権威」を挙げているが、「皇帝」を挙げていないことであると指摘している。またパウロはキリスト教の将来はローマ帝国とともにあると考えており、ローマ市民であったパウロはローマ当局からの保護を求めている。そのためトロクメは、パウロがローマ帝国の支配を無条件に肯定していたと指摘している。
ウォーリンによれば、パウロや初期の教会指導者たちが政治権力への服従を繰り返し述べていることは、この時代のキリスト教徒に政治秩序への鋭い対立意識があったことを物語っている。事実66年にはユダヤ戦争（〜70年）が起き、112年〜115年にもユダヤ人が蜂起し、135年にもバル・コクバの乱が起きている。
ほかに注目すべき思想としては、「自分の手で働くこと」を推奨している
これは明らかに古典古代の労働観に反する。

## ローマ帝国におけるキリスト教
ローマ帝国の各都市で活動するパウロやその他の伝道者たちによって、「キリスト教」は1世紀のうちには首都ローマを初め、エジプトのアレクサンドリアにも到達したと見られる。その後パウロはユダヤ教徒からの攻撃が強まっているという情報を得てエルサレムに戻り、その地で逮捕された。その後裁判を受けたが、ローマ市民権を持っていたことから皇帝の法廷に場を移し、ローマに護送された。そしてローマ教会で裁判を待ちつつ2年間伝道を行ったとされる。
パウロらの伝道によって、イエスの死から20年あまりでローマ帝国の各都市に「キリスト教徒」のコミュニティが生まれた。個々の教会は未だ個人の私邸に集まって礼拝を行う小規模な集団であったと想定され、そのありようは多様であったが、教会間の交流は頻繁であった。この中で礼拝形式、文書、説教、組織のモデルとなるようなものも生み出されていき、均質化の流れが生まれていった。

### ローマ大火

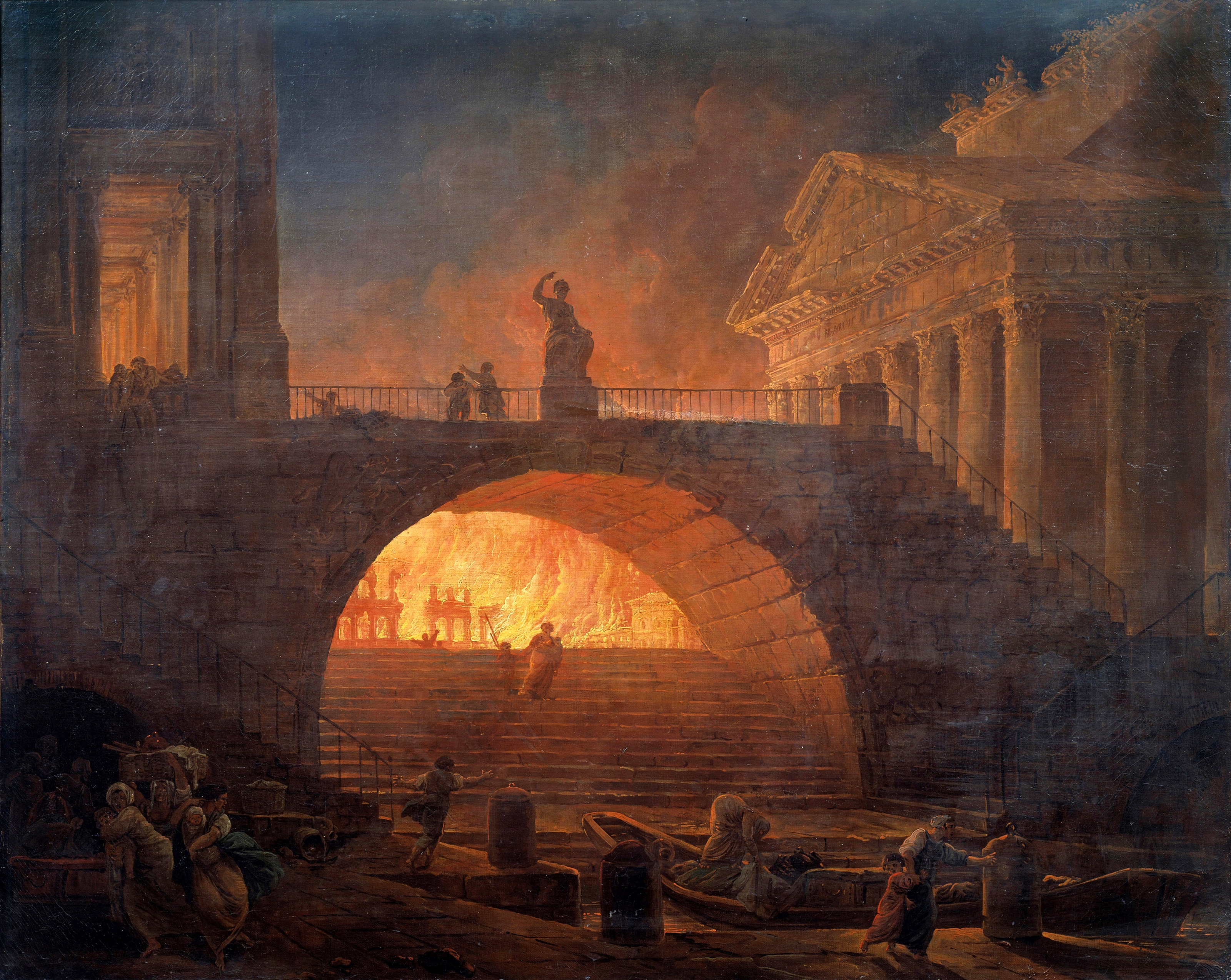
ローマ大火

64年、ローマ大火の放火犯人としてキリスト教徒が多数処刑された。このネロ帝による処刑は、タキトゥスの『年代記』(15・44)によるものだが、この迫害はキリスト教弾圧を目的としたものでもなく、キリスト教徒であることが処刑理由になったのではなく、処刑以後キリスト教への迫害が続いたわけではなく、ローマ教会は放火事件以降も以前のように礼拝を続けた。
当時のキリスト教社会はすでに大きな新興宗教集団となっており、ローマの伝統的な神々への信仰を否定していたため、タキトゥスはキリスト教は人類を敵視した罪であり常軌を逸した迷信であると批判した。また、ネロによる迫害についてのタキトゥスの記述は2世紀当時のキリスト教観を示しており、1世紀段階のヨセフスや新約聖書との相違が著しいため、その史実性には幅があることには注意しなくてはならない。
ローマ帝国のキリスト教に対する迫害についてテオドール・モムゼンは、ローマ帝国によってユダヤ教は「許された宗教」で、キリスト教は「許されざる宗教」と対比したが、これは事実に反し、少なくとも1世紀段階では、キリスト教迫害はネロ迫害を除いてユダヤ教迫害の一環として行われていた。

### ユダヤ教の反乱とユダヤ・キリスト両教徒への迫害
ユダヤ属州のローマ総督は50年代からユダヤ迫害を激しくした。66年、総督フロルスの時、対立が激化し、ユダヤ指導者は反乱に批判的であったがエルアザル・ベン・ハナニヤらユダヤ教過激派がエルサレムを支配し、ユダヤ戦争が始まった。70年にローマ軍はこれを鎮圧し、ヨセフスもローマ軍に投降し、サドカイ派とエッセネ派のクムラン教団はこの戦争で消滅または四散した。1947年に発見された死海文書によれば、クムラン教団はメシアの先駆者である「公正の教師」を待望し、終末論的黙示思想をもっていた。クムラン教団はパリサイ派に迫害されて後の修道士とよく似た団体生活を送った。戦後、ユダヤ教は存在を許されたが、エルサレムの神殿体制は崩壊し、ファリサイ派はヤブネの土地を拠点とした。ユダヤ戦争の際にキリスト教徒は反乱に加わることはなく、反乱後、キリスト教徒はユダヤ教から離れて独立していった。他方、ファリサイ派はキリスト教への敵意が明瞭になっていき、90年頃の祈祷文にはナザレ人と異端への呪いが記された。
81年から96年まで統治したドミティアヌスは皇帝権を強化し、自らを「主にして神」と称し皇帝位を神格化した。ドミティアヌス皇帝は、ユダヤの風習に染まったとして自分のいとこフラウィウス・クレメンス、フラウィア・ドミティッラ(ユリア・フラウィアとは別人）、アキリウス・グラブリオらが追放処刑され、さらに元老院議員にも弾圧を加えた。ドミティアヌスは皇帝礼拝を要求し、激しいユダヤ教徒やキリスト教徒の迫害が起こったと考えられてきた。しかし、このように帝国上層部にユダヤ教思想が浸透していたのに対して、キリスト教はまだ微小な存在であった。また、ドミティアヌスによるキリスト教迫害の史料は2世紀以降の伝承に基づくもので、保坂高殿は迫害は無かったとする。しかし、当時すでにキリスト教徒弾圧が行われていたとする見解もあり、1世紀末に成立したヨハネの黙示録では帝国と皇帝を迫害者として描いていることに依っているが、具体的な迫害の有無はわかっていない。
この迫害を示すとされてきた黙示録の記述についても正確な史実を反映したものではなく、ドミティアヌス統治期に皇帝礼拝拒否が法廷での処刑につながったという見方は困難であると保坂高殿は論じている。
110年頃、属州アシア総督プリニウスがキリスト教徒への告発を受けて、その裁判について皇帝トラヤヌスに問い合わせた文書が残されており、これはキリスト教内の伝承資料をのぞけば、ローマ帝国における初期キリスト教の実像を示す第一級の資料である。このプリニウス・トラヤヌス文書によれば、キリスト教徒のうちローマ市民権を持たない住民を処刑し、市民権所持者はローマへ送った。棄教者に対して総督は神々と皇帝への祭儀を強制し、さらに総督はキリスト教徒の実態を調査したところ、キリスト教徒は迷信を信じているが、集会内容はいかがわしいわけではなく、生活も清潔であると報告した。報告を受けた皇帝は、キリスト教徒を棄教しない者の処刑とローマ送致は認めて、棄教者が帝国祭儀に従うのであれば放免すべきで、さらに総督に対してはキリスト教徒の捜索逮捕を禁止し、また、無責任な匿名の告発の受理を禁止した。この文書に関してキリスト教禁止法の存在は否定されているが、社会で反感を買ったキリスト教徒は厳しく処罰されていることが確認できる。
115年にもユダヤ人が蜂起しキトス戦争が、132年にもバル・コクバの乱が起きている。
当時キリスト教徒への迫害は国家権力よりも一般住民の反感から発動されており、177年のガリアのルグドゥヌム（現在のリヨン）の迫害では、ゲルマン人撃退と皇帝礼拝祭典を前にして熱狂した民衆が教徒に暴行を加え、競技場で教徒が公開処刑され、このほか、スミルナ、小アジアの諸都市で迫害が生じた。しかし、皇帝はトラヤヌス以降、ハドリアヌス、アントニヌス・ピウス皇帝らも無責任な告発を禁じるという寛容な姿勢を続けており、帝国レベルでのキリスト教徒対策は意識されていなかった。しかしながら、マルクス・アウレリウス・アントニヌスは『自省録』でキリスト教徒の熱狂的な信仰への嫌悪感を吐露しており、キリスト教徒を冷ややかな目で見ていたことがうかがえる。

### 各地のキリスト教

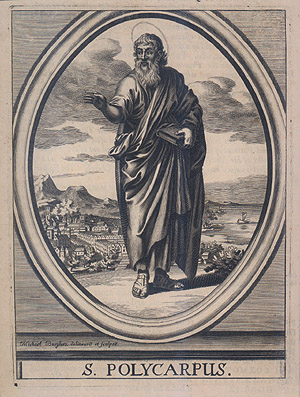
ポリュカルポス

2世紀初頭の教会堂の存在を示すような文書以外の考古学的資料は存在しない。しかし、各地にキリスト教は広がり、小アジア（アナトリア半島）ではエフェソス教会を筆頭に、スミルナ（イズミル）、マグネシア、トラレスにも教会があった。スミルナ司教ポリュカルポスは、民衆によるキリスト教徒への憎悪、ユダヤ教徒による煽動などを報告しており、最後には民衆の迫害で殉教した。
キリスト教の分派ではないが、キリスト教から影響を受けた同時期の宗教思想であったグノーシス主義では人間の世界は悪しき造物主(デミウルゴス)によって創造されたとする。グノーシス主義に影響を受けてローマ教会から破門されたキリスト教としてはポントスの富裕な商人マルキオンがおり、彼はイエスの肉体を否定し、ユダヤ教的要素を排斥して旧約聖書をすべて否定した。仮現説ではキリストは真の肉体をもった現実的存在者ではなく、仮現的存在であったとする。
150年頃、小アジアのかつてフリギア王国があった土地のフリュギアでモンタノスが預言し、プリスカとマキシミラという二人の女預言者を従えて、禁欲、断食と罪の告白をすすめ、天国の到来を叫んだ。モンタノス派は教会を組織し、小アジアからイタリア、ガリア、アフリカにも支持者を見出した。最初のラテン教父テルトゥリアヌスも3世紀にモンタノス派となった。
ギリシアではコリント教会が有力で、アテネ、スパルタの教会ではディオニュシオス(170年頃）が一人司教体制によって司教をつとめた。ギリシア哲学者から回心したアリスティデス、アテナゴラスがアテネの教会で活躍した。
シリア、パレスチナでは第二次ユダヤ戦争によってユダヤ教徒が弾圧され追放され、キリスト教も一時停滞した。アッシリアのタティアノスの著作はシリア教会でよく読まれ、シリアではアンティオキア教会が発展した。アンティオキア司教のイグナティオスは2世紀初めに裁判にかけられ、野獣刑による殉教を選び、イエスの苦難をまねるというスタイルはその後の模範となる信仰を示した。続くアンティオキア司教のテオフィロスは三位一体を明確にし、復活と最後の審判を本格的に論じた。またルキアノスの風刺『ペレグリーノスの昇天』では主人公がキリスト教共同体に入会し、信頼されるが、説教で迫害されて入牢すると、小アジアの教徒が支援金を持ってくるが、釈放後、教徒から追放される。
2世紀末に、エジプトではアレクサンドリアでパンタイノスが正統教理学校を営み、アレクサンドリア教会は有力教会となった。また北アフリカのカルタゴではキリスト教未公認時代最大のキリスト教ラテン作家であったテルトゥリアヌスが『護教論』『ユダヤ人反駁』などで迫害者への論駁を行い、2世紀終わりか3世紀初めにミヌキウス・フェリクスが対話形式護教論『オクタウィウス』を著した。
ガリアのルグドゥヌム（現在のリヨン）とウェエンナでは、奴隷の教徒ブランディナや騎士の教徒ウエッティウス・エパガトゥスらが信仰に執着したため、民衆に処刑された。しかしルグドゥヌム司教エイレナイオスは迫害の記録を残しておらず、迫害が偶発的短期的であったとみられる。
イタリアではローマ教会が中心であり、1世紀末にローマ司教クレメンスなどがいる。

### 職制・一人司教制とローマ教会の首位権

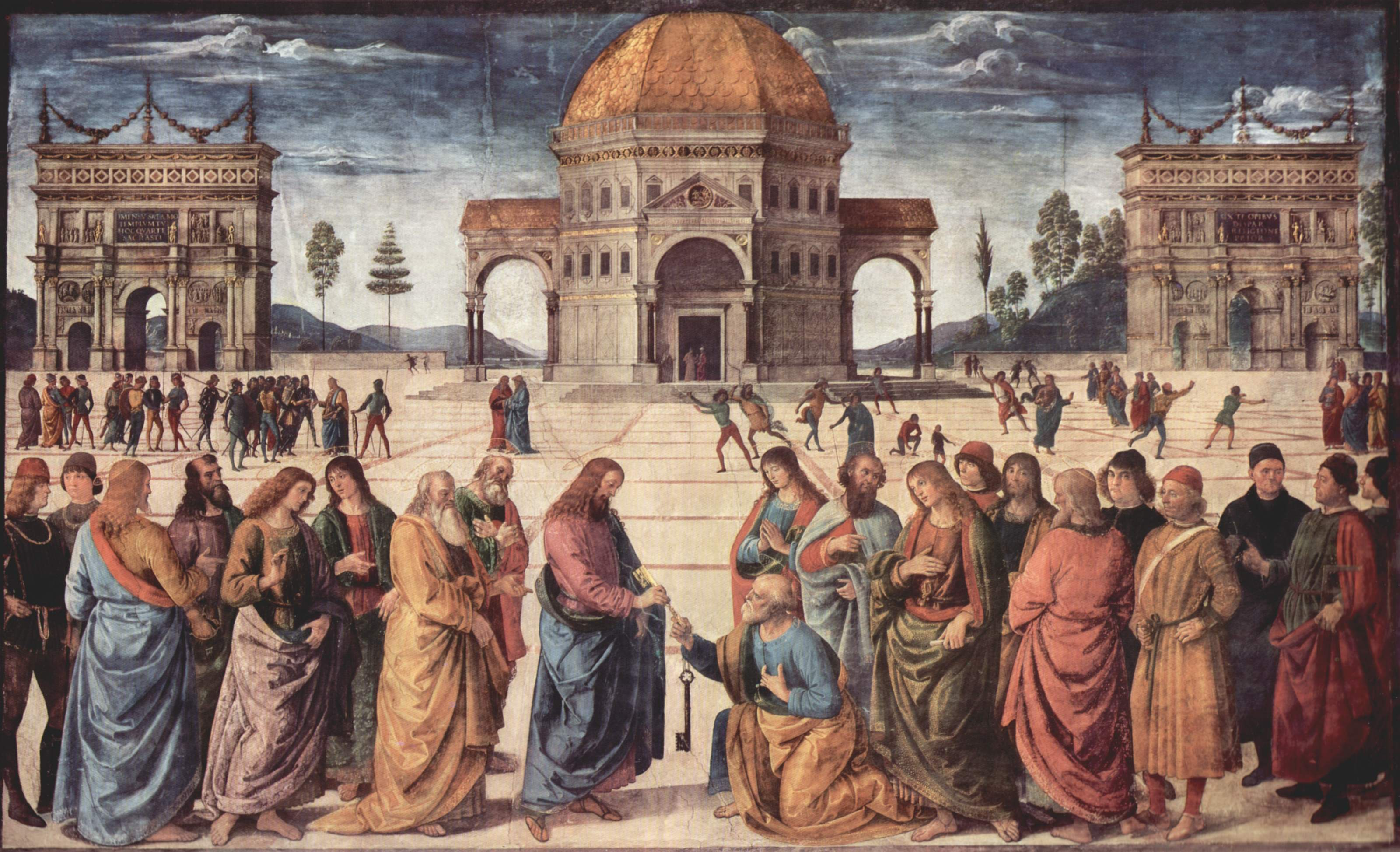
天国への鍵を授けられるペトロ。天国への鍵はローマ教皇のシンボルである。

教会の職制は原始教会にはみられなかったが、初期から教会は使徒の継承という観念によって霊的権威を持つ指導者が必要とされたため、教会的組織
が徐々に形成されていき、エルサレム教会で７人のディアコノス（執事）、その上位にエピスコポス(監督)という職制が作られ、小アジア教会ではプレスビュテロス（長老）職というユダヤ教と共通する職が作られた。またパウロは使徒の下に、教師、奇跡を行う者、病気を癒やす者など7種類の職をあげ、3世紀のローマ教会にはエクソルキストス(祓魔師)がいた。東方教会ではエピスコポス(監督)制をとり、ローマやガリア教会では初期は長老制であったのではないかとされている。少なくとも2世紀半ば以前については使徒教父による文書ヘルマスの牧者でも複数の指導者を描写しており、一人司教については描写されていない。しかし、2世紀半ば以降になると、アニケトスローマ司教の頃から、一人司教による教会組織が確立した。スミルナの教会からポリュカルポスなど東方の教会の司教たちをローマに集合させ、と復活祭の日付について議論した。ウィクトル1世はそれまでミサをギリシャ語行っていたが、彼の時代以降はラテン語で行われるようになった。ウィクトル1世は、復活祭問題で同調しない小アジアの教会を破門するなど、ローマ司教の権威を強硬にふるった。180年頃のリヨン司教イレナイオスによる司教リストではすべての国の教会はローマ教会と一致しなければならないとローマ教会の優位を述べている。
ローマ司教の教会における優位性は、イエスがペトロに向かって天国の鍵を授けたという聖書証言に根拠があり、これが教皇権の根拠となっている。
キリストの信仰共同体の指導者も教会の教導伝統も使徒団と結ばれており、使徒職によって教会はイエスとの一致を保障される。ペトロはこのような使徒団の中で特別の使命を受けた。使徒の首長ペテロの後継者としてローマ教会司教は、やがて中世ヨーロッパのカトリック世界において使徒座や教皇庁などの教会制度が整備されていくなか、ローマ教皇が全司教の第1位にあり、全司教，信徒に対し完全で普遍的な至上の権威、すなわち教皇権や教皇の首位権(Primatus Romani Pontifıcis)を持つようになっていく。

### 倫理思想
ギリシア・ローマ社会において貧者はさげすみと不安の対象であったが、アレクサンドリアのクレメンスは『救われる富者は誰か』において富者が貧者を救済することは自らの救済につながると主張した。
キリスト教は、霊と肉の別を主張し、性欲を罪の最たるものとしたが、これはギリシア・ローマ社会において独特の主張であった。童貞や処女であることも一種の理想とされた。ただし、こうしたキリスト教の性倫理はユダヤ教の厳格な性倫理を受けついだものでもあり、また、タキトゥスやスエトニウスが記録したように当時キリスト教は性的紊乱という中傷を受けていたため、教会は性倫理を重視せざるをえなかったことも背景にある。
ドゥ・サント・クロワは、キリスト教はローマ社会ともっと妥協しており、イエスの「神と富とに仕えることはできない」という教義も文字通りには実践されずに、教会もすすんで富を求め、また富者の信徒の発言力も強かったという。2世紀から3世紀にかけて教会の教職には手当が支払われ、他の迫害された教会に献金を贈ることなどからも、教会が富をタブー視していなかったことが判明している。
また、教徒のなかにはローマ軍兵士になるものもおり、3世紀には将校の教徒マルケッルスがローマ祭儀を拒否して処刑されている。また、伝承では、ローマ軍内にキリスト教徒兵士部隊があったとも記されている。いずれにしても、キリスト教教会が当時反戦や反軍隊を教義として主張したことはなかった。
このほか、古代末期において農奴制は勢いを増しつつあったが、教会は農奴制そのものを非難することもなく、奴隷所有者としての立場にあまんじ、奴隷解放にも消極的であったともいわれるなど、従来の説の見直しが様々に行われてきている。

### 礼拝観
キリスト教はユダヤ教とは異なった礼拝観を持っていた。イエスは旧約的な神殿礼拝を拒否してはおらず、祝日には自ら神殿に赴いたが、一方でより内面を重視した新しい礼拝観を示した。「ヨハネによる福音書」のなかでイエスは
あなたがたが、この山でもエルサレムでもない所で、父を礼拝する時が来る。あなたがたは知らないものを礼拝しているが、わたしたちは知っているものを礼拝している。救いはユダヤ人から来るからだ。しかし、まことの礼拝をする者たちが、霊と真理をもって父を礼拝する時が来る。今がその時である。なぜなら、父はこのように礼拝する者を求めておられるからだ。神は霊である。だから、神を礼拝する者は、霊と真理をもって礼拝しなければならない。

と言っている。使徒時代のキリスト教徒であるステファノの次の言動には、このイエスの内面的な礼拝観がよく表れている。
神のために家を建てたのはソロモンでした。
けれども、いと高き方は人の手で造ったようなものにはお住みになりません。これは、預言者も言っているとおりです。
『主は言われる。
「天はわたしの王座、／
地はわたしの足台。お前たちは、わたしに／
どんな家を建ててくれると言うのか。わたしの憩う場所はどこにあるのか。
これらはすべて、／
わたしの手が造ったものではないか。」』
彼はエルサレムの神殿に直結したユダヤ教の祭祀を否定し、イエスの述べた新しい礼拝を強く主張したために、殉教にいたった。
だからといって、初期のキリスト教会が外形的な表現を重視しなかったわけではない。集会堂としての教会は典礼の中心となったし、洗礼はキリスト教共同体としての「教会」への加入を視覚的に表現した。しかし一方で2世紀後半から3世紀にかけてのキリスト教著述家ミヌキウス・フェリクスは「私たちには、神殿も祭壇もない」ということを異教徒に対して誇った。教会は集会する場所であり、祭儀は建物としての教会堂に帰するのではなく、信徒共同体としての教会それ自体に帰するのである。初期キリスト教ではイエスこそが「祭司」であり「大祭司」で、そのキリストに繋がれているという意味で、教会が「祭司」なのであった。

#### 皇帝礼拝とキリスト教
キリスト教は偶像と皇帝への礼拝、および都市の公共祭祀を拒否したため、反感をまねき、また一部の迫害の口実ともなった。しかし、パウロは帝国と皇帝への反抗の意思がないことを繰り返し述べていたし、そうした従順な姿勢はユダヤ教でも同様であった。
内面性の強いキリスト教の性格はローマ帝国で行われた皇帝礼拝と相容れざるもので、帝国は公共祭祀である皇帝礼拝を受け入れないキリスト教徒を、公共の宗教からの逸脱者、国家離反者として迫害したという説が歴史学者の間で長く論じられてきた。迫害と皇帝礼拝は因果づけて考えられてきたために、古代教会が日曜日を「主の日」として制定したことも、皇帝礼拝に対抗するキリスト教徒の信仰告白であったという見方もある。しかし、そもそも皇帝礼拝という名で括られている祭儀は多様であり、内容においては極めて政治的な意味を持つものから宗教性の高いものまで、範囲においても都市国家規模から属州単位のもの、担い手も一様でなく、それらを統一的に「皇帝礼拝」という一語で把握することには飛躍が伴う。#ユダヤ教の反乱とユダヤ・キリスト両教徒への迫害で述べたように、ドミティアヌスによる迫害とその原因としての皇帝礼拝拒否というこれまでの通説は否定されている。
「最後の大迫害」を行ったディオクレティアヌスは民衆に皇帝とローマの神々を礼拝することを義務づけたが、当時は軍内部にも少なからずキリスト教徒がいたため、当初はローマの神々を礼拝すればキリスト教の信仰を保ってもよいとするなど融和的な政策をとっていた。しかしキリスト教徒の兵士が軍から逃亡するなどの反逆行為が多発したため、キリスト教に警戒感を抱くようになった。

### 正典の成立
福音書の最古はマルコによる福音書とされ、マタイ福音書とルカによる福音書は70年代にパレスチナと小アジアで成立したとみなされている。ヨハネ福音書やユダヤ教の系譜にあるヨハネの黙示録などは90年代に成立した。ほか、20世紀になって発見されたナグ・ハマディ写本や、ユダだけにイエスが秘儀を語ったというユダの福音書などがあり、こうした外典では正典とは異なる世界が展開している。
2世紀半ばまでは正典も正統信仰も固まっていなかったが、ローマ教会が中心となって使徒教父のユスティノスや、マルキオンを反駁したルグドゥノム司教エイレナイオスらが正典を確立していった。2世紀末のカルタゴのテルトゥリアヌスは旧約・新約の呼称を用いて、二つの文書を一つの聖典とした。ほかにタティアノス、アレクサンドリアのクレメンス、オリゲネスらがおり、こうした正典化については、200年ごろに成立したムラトリ正典目録で実証される。こうした西方教会の正典化は、4世紀になってアタナシオスを介して東方で完成した。

## 古代末期のキリスト教

### 教父哲学（アウグスティヌス）

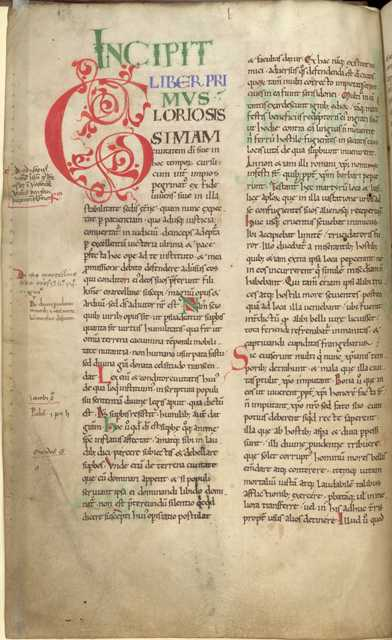
アウグスティヌス著『神の国』
キリスト教に基づく中世独自の歴史哲学の典型を確立した著作。古代の思想家が歴史を無限に続くものと考えていたのに対し、アウグスティヌスはこの著作において歴史を有限で、救いに至る過程として論じた。図は12世紀の写本

4世紀になると、アウグスティヌスはキリスト教がローマ帝国によって公認され国教とされた時期を中心に活躍し、正統信仰の確立に貢献した教父のなかで後世に大きな影響を残した。

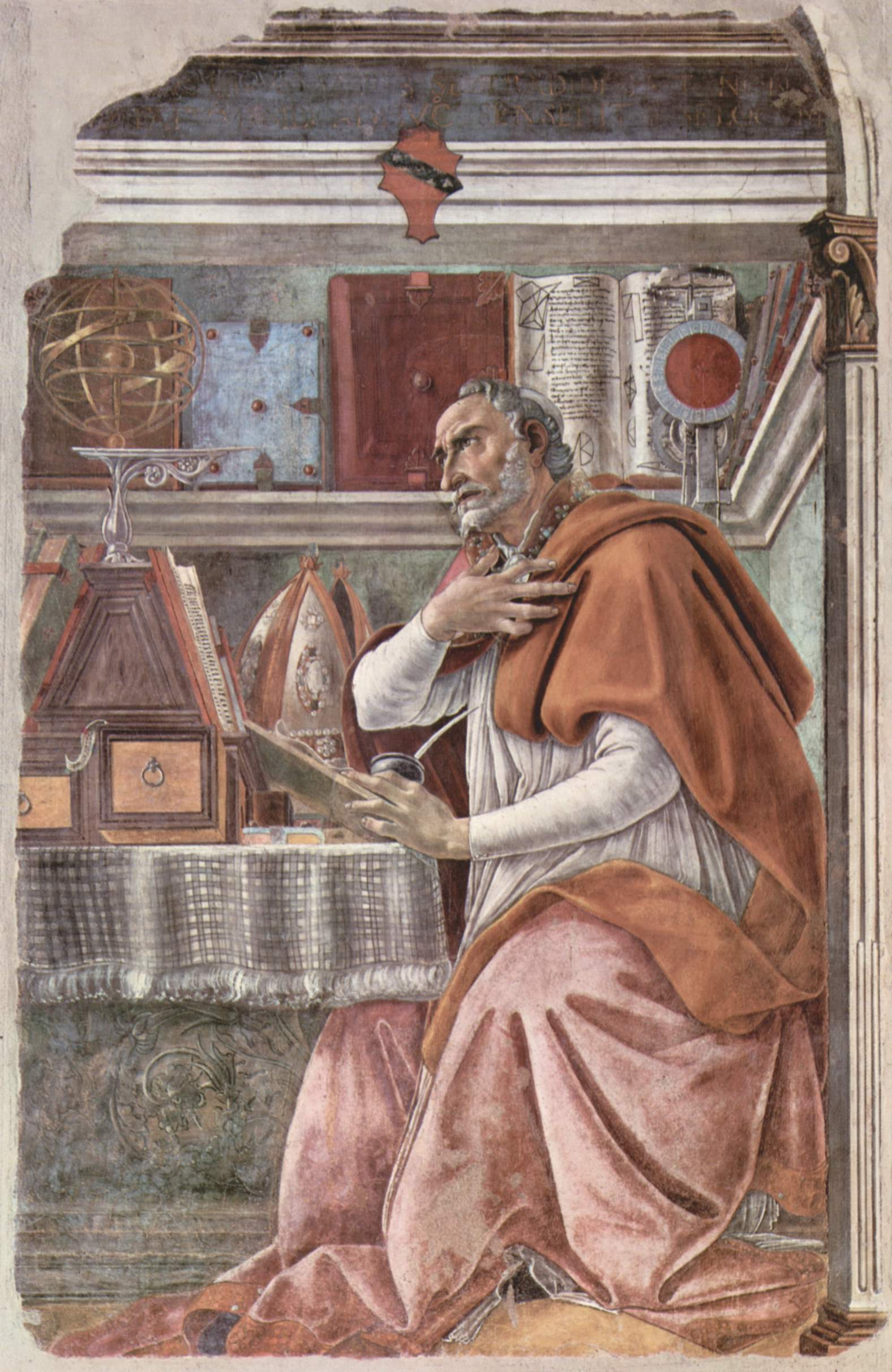
アウグスティヌス
ボッティチェリによる1480年ごろの作品。アウグスティヌスの思想はキリスト教的歴史意識を確立し、中世の異端運動や宗教改革にも大きな影響を与えた

『神の国』には「二国史観」あるいは「二世界論」と呼ばれる思想が述べられている。「二国」あるいは「二世界」とは、「神の国」と「地の国」のことで、前者はイエスが唱えた愛の共同体のことであり、後者は世俗世界のことである。イエスが述べたように、「神の国」はやがて「地の国」にとってかわるものであると説かれている。しかしイエスが言うように、「神の国」は純粋に精神的な世界で、目で見ることはできない。アウグスティヌスによれば、「地の国」におけるキリスト教信者の共同体である教会でさえも、基本的には「地の国」のもので、したがって教会の中には本来のキリスト教とは異質なもの、世俗の要素が混入しているのである。だが「地の国」において信仰を代表しているのは教会であり、その点で教会は優位性を持っていることは間違いないという。またアウグスティヌスは、人間の自由意志について論じ、古代以来の「自由」という言葉を「神との関係における人間そのもののあり方に関わる言葉」として再定義し、のちの思想史に大きな影響を与えた。その一方で人間は本来的に堕落しており無力であるというパウロの思想が踏襲され、神の恩寵が絶対的であることも説かれた。
このようなアウグスティヌスの思想は、精神的なキリスト教共同体と世俗国家を弁別し、キリスト教の世俗国家に対する優位、普遍性の有力な根拠となった。一方で『告白』に見られるような個人主義的に傾いた信仰と『神の国』で論じられた教会でさえも世俗的であるという思想は、中世を通じて教会批判の有力な根拠となり、宗教改革にも決定的な影響を与えるものであった。

### 両剣論
両剣論とは世俗的な政治権力と宗教的権威の関係性について述べたもので、典拠はルカによる福音書のなか「二振りの剣」に由来する。494年、教皇ゲラシウス1世はこれを俗権と教権がともに神に由来することを述べたものであるとし、聖界の普遍的支配者としての教皇と俗界の普遍的支配者としての皇帝が並列的に存在していることを論じた。この両剣論はその本来的な意図においては教権と帝権の相補的役割を期待したものであった。
中世になると、両剣論には二つの異なる立場から相反する解釈がおこなわれた。ひとつは皇帝に有利な解釈で、帝権が直接神に由来することは世俗的世界での皇帝権の自立性の根拠となった。もうひとつは教権に有利な解釈で、教皇が両剣を持ち、一方の世俗的な剣を皇帝に委任して行使させるという解釈で、教皇権の優位性の重要な根拠の一つとなった。
歴史的には、グレゴリウス改革以前、11世紀の頃には聖職叙任権も、ときには教皇の叙任権さえ神聖ローマ皇帝が「神の代理」として掌握しているというのが実情であった。